# Cornelia Johanna de Vogel

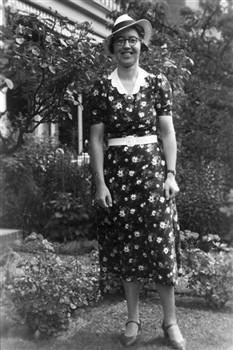
Cornelia Johanna de Vogel in 1939

Cornelia Johanna de Vogel (Leeuwarden, 27 februari 1905 - Renesse, 7 mei 1986) was een Nederlands filosofe en theologe. Zij werd op 8 januari 1947 benoemd tot gewoon hoogleraar in de geschiedenis der antieke en middeleeuwse wijsbegeerte aan de Universiteit Utrecht. Op 8 mei 1968 volgde een tweede benoeming aan de Universiteit Utrecht en werd zij benoemd tot gewoon hoogleraar in de wijsbegeerte van de klassieke oudheid en de oud-christelijke wijsbegeerte.

## Levensloop

### Vroege jaren
C.J. de Vogel werd te Leeuwarden geboren op 27 februari 1905. Haar ouders waren de apotheker Cornelis Johannes de Vogel (1860-1926) en Janna Jansje Theunisse (1871-1951). Zij hadden daarvoor al een dochter, Annette Rosa Josia, die precies 1 jaar eerder werd geboren. Er werd veel waarde gehecht aan de opleiding en culturele ontwikkeling van de meisjes. Cornelia leerde bijvoorbeeld goed pianospelen, en werden beide kinderen, toen ze wat ouder waren, op catechisatie gedaan bij de predikant P. Zondervan. Dit was echter niet uit geloofsovertuiging van de ouders, die zelf niet religieus waren, maar om de culturele ontwikkeling van de meisjes te bevorderen. Op zesjarige leeftijd ging Cornelia naar de Lagere Meisjesschool aan het Hofplein, waar haar zus ook al begonnen was aan de zevenjarige opleiding. Hier ontdekte zij haar passie voor verhalen lezen en schrijven. Ook kwam zij hier in aanraking met christelijke invloeden, via versjes die ze moest leren, wat een blijvende indruk op haar maakte. Na deze opleiding ging ze naar het Stedelijk Gymnasium, waar ze uitblonk door hoge cijfers te halen en ze een druk en veelzijdig sociaal leven had, met verschillende buitenschoolse activiteiten en clubs waar ze aan meedeed. Ze ontdekte vooral een passie voor klassieke talen, onderwezen door B.A. van Groningen en P.J. Enk. Rond deze tijd begon ze ook met het schrijven van een dagboek, waarin ze nadacht over haar religieuze en filosofische vragen.

### Studie en carrière

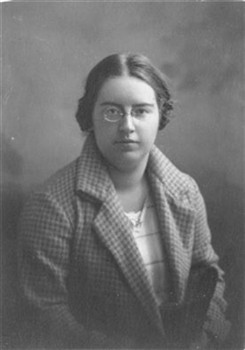
Cornelia Johanna de Vogel in 1925

In 1925 begon Cornelia aan de studie Klassieke Talen aan de Universiteit Utrecht. De ontwikkeling van Cornelia’s godsdienstig en intellectueel leven kent een hoofdpersoon, namelijk de Utrechtse hoogleraar B.J.H. Ovink. Cornelia leerde Ovink kennen gedurende haar tweede studiejaar, in 1925-1926. Vanaf haar middelbareschooltijd op het gymnasium was zij gefascineerd geraakt door het Ovinks boek getiteld Overzicht van de Griekse wijsbegeerte, waarvan zij in 1943 een vierde editie uitbracht. De kennismaking met Ovink betekende ook een breuk met haar mystieke verleden; ze kwam in aanraking met het katholieke aspect van de zonde, en raakte geïnspireerd door het levensverhaal van Christus. 

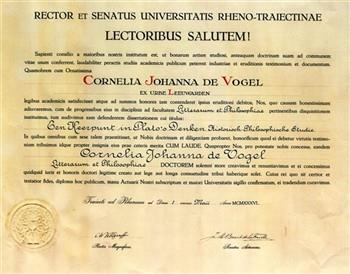
Doctorsbul C.J. de Vogel, 1936

Van 1927 tot 1929 was ze docente aan het Christelijk Lyceum van Harderwijk, maar daarnaast had zij nog altijd een grotere wetenschappelijke interesse. 
In 1936 promoveerde zij bij J.C. Franken op de dissertatie Een keerpunt in Plato’s denken. In de volgende jaren publiceerde zij meer wetenschappelijk werk, vaak met een persoonlijke en religieuze invloed.
Op 7 december 1946 werd Cornelia benoemd tot hoogleraar van de klassieke en middeleeuwse filosofie aan de Universiteit Utrecht. Op 19 mei 1947 sprak ze haar rede Een groot probleem uit de antieke wijsbegeerte gezien in zijn historisch perspectief uit. Per 8 mei 1968 wijzigde haar leeropdracht, en werd ze aangesteld als gewoon hoogleraar in de Wijsbegeerte van de klassieke oudheid en de oud-christelijke wijsbegeerte. In 1974 ging ze met emeritaat. Haar afscheidsrede gaf ze op 23 januari 1974, deze was getiteld: Aeterna veritas. Hedendaagse problemen betreffende neoplatonisme & christendom.  
Daarna bleef ze publiceren op gebied van klassieke filosofie. De drang om te publiceren maakte haar tevens woordvoerder van de groep katholieke intellectuelen in Nederland.

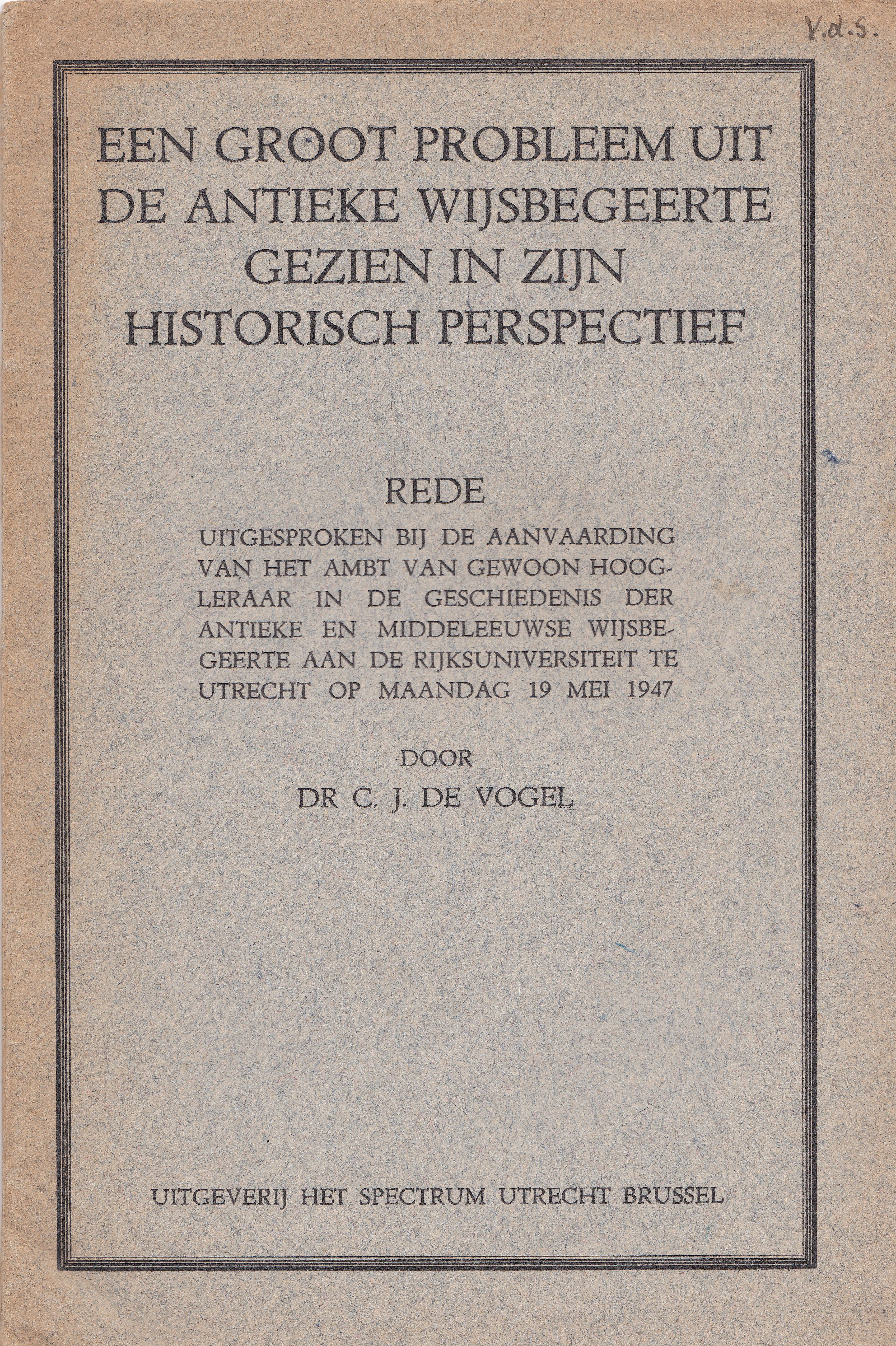
Boekje inaugurele rede De Vogel

### Religie
In 1927 bekeerde Vogel zich tot de orthodoxie binnen de Nederlandse Hervormde Kerk. In 1944, toen zij in het klooster van de paters redemptoristen in Wittem (Zuid-Limburg) verbleef, bekeerde zij zich tot het rooms-katholieke geloof. Zij legde de gelofte af, dat ze haar leven volledig aan de wetenschap zou wijden, en ongehuwd te blijven

## C.J. de Vogel stichting
In 1986 werd in Utrecht de Prof. dr. C.J. Vogelstichting opgericht. Deze stichting stimuleert wetenschappelijk onderzoek naar wijsbegeerte in de klassieke oudheid. De stichting financiert tevens de C.J. de Vogel Leerstoel die momenteel wordt bekleed door bijzonder hoogleraar Prof. dr. Marije Martijn aan de Vrije Universiteit in Amsterdam.